# Карамандере (приток на Суха река)
Карамандере (или Долапдере, Янъкдере) е река в Североизточна България.
Преминава през Област Шумен – община Нови пазар, област Варна – общини Ветрино и Вълчидол, и Област Добрич – община Добричка. Реката е ляв приток на Суха река от басейна на Дунав. Дължината ѝ е 60 km, което ѝ отрежда 64-то място сред реките на България.
Река Карамандере води началото си под името Думандере от северозападната част на платото Стана на 409 m н.в., на 2,5 km северозападно от с. Мировци, община Нови пазар. До село Страхил, община Вълчидол тече в източна посока под името Думандере, а след устието на левия си приток река Тулумдере – под името Янъкдере. След село Страхил, вече под името Карамандере, завива на север и след пресичането на шосето Нови пазар – Добрич почти всяко лято пресъхва и се превръща в суходолие. По цялото си протежение протича в широка долина. Влива се отляво в Суха река от басейна на Дунав на 144 km н.в., на 3,8 km югоизточно от село Карапелит, община Добричка.
Площта на водосборния басейн на реката е 628,9 km2, което представлява 26,2% от водосборния басейн на Суха река.
Река Карамандере има 3 основни притока – Куздере и Тулумдере (леви) и Арабаджидере (десен).
Има с основно дъждовно-снежно подхранване, но с малък дебит и непостоянен режим.
По течението ѝ са разположени само 4 села в община Вълчидол – Есеница, Метличина, Брестак и Страхил.
Поради непостоянния си режим по течението на реката и нейните притоци са изградени няколко малки язовира, водите на които се използват за напояване. По реката това са „Долапдере“, „Доброплодно“, „Есеница“, „Янъкдере“, по река Тулумдере – „Тръница“, „Тулумдере“, по река Арабеджидере – „Генерал Киселово“, „Страхил“.

## Топографска карта
- Лист от карта K-35-19. Мащаб: 1 : 100 000.
- Лист от карта K-35-20. Мащаб: 1 : 100 000.